# Ченига-Бей (аэропорт)
Аэропорт Ченига-Бей (англ. Chenega Bay Airport), (ИАТА: NCN, ИКАО: PFCB, FAA LID: AUK) — государственный гражданский аэропорт, расположенный в одной миле (1,85 километрах) к северо-востоку от района Ченига (Аляска), США.

## Операционная деятельность
Аэропорт Ченига-Бей занимает площадь в 50 гектар, располагается на высоте 22 метра над уровнем моря и эксплуатирует одну взлётно-посадочную полосу:
- 15/33 размерами 914 x 23 метров с гравийным покрытием.[1]